# Nārāyanganj
Nārāyanganj (en bengalí Naraeongônj) és una ciutat del centre de Bangladesh. Es troba al districte de Narayanganj, uns 16 km al sud-est de la capital de Dacca, i té una població d'uns 2 milions d'habitants. És la sisena ciutat més gran de Bangla Desh. També és un centre de negocis i indústria, especialment les plantes de comerç i processament del jute, i el sector tèxtil del país. És coneguda com el Dundee de Bangla Desh, a causa de la presència dels seus nombrosos molins de jute (Dundee va ser la primera indústria de jute del món).

## Història

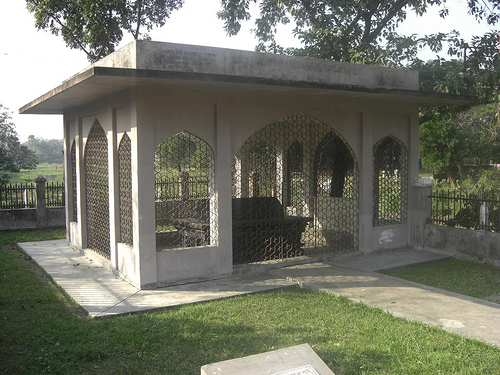
Tomba de Ghiyasuddin Azam Shah, Nārāyanganj, Bangladesh.

La ciutat va rebre el seu nom de Bicon Lal Pandey, un líder religiós hindú que també era conegut com Benur Thakur o "Lakhsmi Narayan Thakur". Va llogar la zona a la Companyia Britànica de les Índies Orientals el 1766 després de la batalla de Plassey. Donà els mercats i les terres a la vora del riu com a propietat de Devottor o 'Donada a Déu', llegada per despeses de manteniment per al culte del déu Narayana.
El 1866 es va establir una oficina de correus i el 1877 es va iniciar el servei de telègraf Dhaka-Narayanganj. El Banc de Bengala va introduir el primer servei telefònic el 1882.
El municipi de Nārāyanganj es va establir el 8 de setembre de 1876. El primer hospital de l'àrea de l'Hospital Victoria de Nārāyanganj va ser establert el 1885 pel municipi amb contribucions financeres d'Harakanta Banerjee.
La Corporació de Ciutat de Nārāyanganj es va establir el 5 de maig de 2011, unificant tres antics municipis: el municipi de Nārāyanganj, el municipi de Siddhirganj i el municipi de Kadam Rasul. L'alcaldessa de la Corporació de Ciutat de Nārāyanganj (NCC) és la doctora Selina Hayet Ivy. Abans d'això, va ser alcaldessa del municipi de Nārāyanganj.
Conserva la fortalesa de Bara Bhaiyas, del segle XVI i el temple de Lakshmi Narayan Vishnu, del qual la ciutat pren el nom.